# Lin Chi-ling
Lin Chi-ling (en chino, 林志玲; pinyin, Lín Zhì Líng) (Taipéi, Taiwán, 29 de noviembre de 1974) es una modelo y actriz taiwanesa.

## Biografía
Es hija de Lin Fan-nan y su madre, Wu Tzu-mei (ambos de Tainan, al sur de Taiwán), tiene un hermano mayor, Lin Chi-hong. 
Asistió a la secundaria Taipei Municipal Zhongzheng y a los 15 años fue descubierta por un cazatalentos, Lin Chien-huan. Luego asistió a Bishop Strachan School en Toronto, Canadá, luego asistió a la Universidad de Toronto hasta 1997 donde completó una licenciatura, después de graduarse, Lin regresó a Taiwán.
En noviembre de 2017, comenzó a salir con el cantante Jerry Yan, sin embargo, ambos se separaron poco después.
El 6 de junio de 2019, Lin anunció su matrimonio con el cantante y actor japonés Akira, con quien había comenzado a salir en 2018. En noviembre de 2019, realizaron una ceremonia en Tainan. El 31 de enero de 2022 nació su hijo.

## Carrera
Lin ha sido referida como "El primer rostro de Taiwán" por los miembros los medios taiwaneses, y ha sido la portavoz oficial para China Airlines y Longines desde 2006.
Ha tenido varios papeles en televisión sobre su tiempo como modelo, siendo la anfitriona de TVBS-G LA Mode News, TVBS-G Fashion Track, los premios Golden Melody y los Premios Top Chinese Music Chart en 2005. Lin protagonizó en la serie Tsuki no Koibito en 2010 junto a Takuya Kimura. Hizo debut en el cine con la película Red Cliff de John Woo interpretando el papel de Xiaoqiao, fue su primer papel de actuación. En 2009, protagonizó junto a Jay Chou en la aventura The Treasure Hunter.

## Filmografía

### Películas
| Año  | Título en inglés             | Título original | Personaje             | Notas                        |
| ---- | ---------------------------- | --------------- | --------------------- | ---------------------------- |
| 2008 | Red Cliff                    | 赤壁            | Xiao Qiao             |                              |
| 2009 | The Magic Aster              | 馬蘭花          | Da Lan                | Voz                          |
| 2009 | The Treasure Hunter          | 刺陵            | Lan Ting              |                              |
| 2010 | Moon Lovers                  | 月の恋人        | Liu Xiu Mei           | Serie de televisión japonesa |
| 2010 | Welcome to Sha Ma Town       | 決戰刹馬鎮      | Chun Niang            |                              |
| 2011 | Love on Credit               | 幸福額度        | Xiao Hong & Xiao Qing |                              |
| 2012 | Sweetheart Chocolate         |                 |                       |                              |
| 2012 | Accidental Hero              | 偶然英雄        |                       |                              |
| 2013 | Say Yes!                     | 101次求婚       |                       |                              |
| 2013 | Switch                       | 富春山居圖      | Lisa                  |                              |
| 2014 | The King of Brand            |                 |                       |                              |
| 2014 | Beijing, New York            |                 |                       |                              |
| 2015 | Monk Comes Down the Mountain | 道士下山        |                       |                              |

### Programas de variedades
| Año        | Programa      | Notas                                               |
| ---------- | ------------- | --------------------------------------------------- |
| 2016, 2017 | Go, Fighting! | 3 episodios (episodio #2.04, 3.05, 3.06) - invitada |
| 2017       | Keep Running  | 2 episodios (#5.03 y # 5.04) - invitada             |

### Revistas / sesiones fotográficas
| Año  | Título             | Notas                                      |
| ---- | ------------------ | ------------------------------------------ |
| 2020 | Cosmopolitan China | junto a Akira - (publicación de enero)     |
| 2019 | Vogue Taiwan       | junto a Akira - (publicación de diciembre) |

### Eventos
| Año  | Título                | Notas                              |
| ---- | --------------------- | ---------------------------------- |
| 2020 | Nice to Meet Poetry   | (Special Spring Poetry Livestream) |
| 2019 | 2019 COSMO Glam Night | [ 8 ]                              |